# Belarusiska folkrepubliken
Belarusiska folkrepubliken (belarusiska: Белару́ская Наро́дная Рэспу́бліка, translit. : Belaruskaja Narodnaja Respublika, historiskt kallad Vitrutenska demokratiska republiken (tyska: Weißruthenische Volksrepublik, franska: République Démocratique de la Ruthénie Blanche)) var en oberoende belarusisk stat som förklarade sig självständig i februari-mars 1918. Den kallas också den Belarusiska demokratiska republiken eller Belarus nationella republik, för att skilja den från de kommunistiska folkrepublikerna. Belarusiska folkrepubliken erkändes av flera centralmakter och tidigare ryska länder, men inte av majoriteten av det internationella samfundet, och upphörde att existera när Belarus erövrades av Röda Armén och Vitryska SSR grundades 1919. Belarusiska folkrepublikens myndigheter bildade senare en exilregering.